# Hans Knecht
Hans Knecht (* 29. Juni 1913 in Albisrieden; † 8. März 1986 in Zürich) war ein Schweizer Radrennfahrer.

## Frühe Jahre
Hans Knecht wuchs in sehr ärmlichen Verhältnissen im «Arme-Leute-Viertel» Albisrieden auf; sein Vater war Bauarbeiter, seine Mutter Hilfsarbeiterin. Er hatte drei Geschwister. Später musste die Familie umziehen, weil sie die Miete für die dortige Wohnung nicht mehr aufbringen konnte. Knecht musste zum Einkommen der Familie beitragen, indem er Zeitungen austrug und einem Fahrradhändler bei Reparaturen half, aber der Wunsch, Profirennfahrer zu werden, regte sich schon früher. Nach der Schule machte Knecht eine Ausbildung zum Färber.
Im Jahr 1944 heiratete er Nelly Weilenmann. Nach dem Ende seiner Radsportkarriere im Jahr 1949 eröffnete er ein Fahrradgeschäft, das nach anfänglich guten Umsätzen 1960 Konkurs ging. Danach arbeitete er bis zu seiner Pensionierung in der Automobilbranche.

## Radsport-Laufbahn
Von einem Verwandten bekam Hans Knecht ein Rennrad geschenkt, stürzte jedoch bei seinem ersten Junioren-Rennen, und das Rad wurde ihm gestohlen. Daraufhin sparte er eisern auf ein neues Rad, indem er unter anderem weder mit der Bahn fuhr noch sich neue Schuhe kaufte. Als er sich nach drei Jahren das Rad leisten konnte, trat er dem Veloclub Altstetten bei. Mit seinen neuen Sportkameraden machte er eine Radtour von Zürich bis Mailand und zurück in zwei Tagen. Nach ersten Siegen bei Amateurrennen spendierte ihm ein Gönner einen achtwöchigen Trainingsaufenthalt in Belgien, wohin Knecht innerhalb von vier Tagen mit dem Rad fuhr. Dort studierte er das Training des erfolgreichen belgischen Rennfahrers Marcel Kint.
1938 siegte er in der Meisterschaft von Zürich für Amateure. 1938 errang er seinen ersten grossen internationalen Erfolg, als er bei den UCI-Strassen-Weltmeisterschaften 1938 in Valkenburg im Rennen der Amateure gewann und Weltmeister wurde. Er wurde in Zürich begeistert empfangen, bekam ein Jahr lang freie Kost in einem Restaurant und fand Sponsoren, so dass er von existentiellen Nöten befreit war.
Während seiner Profi-Karriere, die von 1939 bis 1949 andauerte, gewann Hans Knecht insgesamt 19 Rennen. 1944 gewann er das Rennen Zürich–Lausanne. 1946 wurde er im heimischen Zürich vor 50'000 begeisterten Zuschauern Weltmeister der Profis. Dreimal wurde er Schweizer Meister im Strassenrennen.
Knecht selbst bezeichnete sich in seiner Autobiografie als «nicht besonders talentiert», aber als «Willensmensch», «Schinder» und «Perfektionist». Zudem war er als gewiefter Taktiker bekannt, der sich mitunter regelrecht dumm stellte, um sich nicht in die Karten schauen zu lassen, aber seine Gegner genauestens beobachtete oder durch seinen Pfleger beobachten liess.

## Autobiografie
1949 veröffentlichte Hans Knecht seine umfangreiche Autobiografie, die er selbst schrieb und bei der er sich auf seine eigenen, detaillierten Tagebucheinträge stützte. Er thematisierte in diesem Buch stark seinen Willen, mithilfe des Sports den sozialen Aufstieg zu verwirklichen: «Und ich träumte vom Rennfahrerruhm, von Siegen, Ehre und Geld.» Sein grosses Vorbild war der vielfach erfolgreiche Schweizer Rennfahrer Heiri Suter. Auch setzte sich Knecht in diesem Buch mit Themen wie Training, Ernährung, Biologie und Anatomie auseinander. Das Gerücht, er habe gedopt, wies er vehement zurück. Fabian Brändle schrieb 2010 über das Buch von Knecht: «Knechts Autobiografie besticht […] durch präzise, manchmal geradezu anmutende Sprache, durch Offenheit und durch interessante Details über Sport- und Privatleben. Die Rennschilderungen sind packend, und die Beschreibung von Training und Taktik bereichert das Wissen der Sportgeschichte beträchtlich.»

## Sportliche Erfolge
1938
- Meisterschaft von Zürich (Amateure)
- Amateurweltmeister

1943
- Schweizer Strassenmeister

1945
- Schweizer Strassenmeister

1946
- Weltmeister der Berufsfahrer
- Schweizer Strassenmeister